# Xysticus dali
Xysticus dali là một loài nhện trong họ Thomisidae.
Loài này thuộc chi Xysticus. Xysticus dali được miêu tả năm 2008 bởi S. Q. Li & Yang.